# Nothrus minimus
Nothrus minimus är en kvalsterart som beskrevs av Koch 1844. Nothrus minimus ingår i släktet Nothrus och familjen Nothridae. Inga underarter finns listade i Catalogue of Life.